# Marian Țachianu
Marian Țachianu (n. 29 martie 1961, Braniștea, România, Braniștea, Dâmbovița) este un deputat român, ales în 2020 din partea PSD. 